# Aleksandr Oniščuk
Aleksandr Vasil'evič Oniščuk (in russo Александр Васильевич Онищук?; in ucraino Олександр Васильович Оніщук?, Oleksandr Vasyl'ovyč Oniščuk; Sinferopoli, 3 settembre 1975) è uno scacchista statunitense di origine sovietico-ucraina, Grande maestro dal 1994; nella lista FIDE di settembre 2010 è 49º al mondo con 2688 punti Elo.
È al terzo posto tra i giocatori statunitensi dopo Gata Kamskij e Hikaru Nakamura ed è il quarto giocatore statunitense ad avere superato la soglia dei 2700 punti Elo (2701 nel luglio 2010), dopo gli stessi Kamskij, Nakamura e Bobby Fischer.
Sì trasferì con una borsa di studio negli Stati Uniti nel 2001, stabilendosi a Baltimora, e da allora gioca per tale paese in tutte le competizioni internazionali. Nel 2006 vinse il campionato statunitense di scacchi.
Nel 1991 fu 2º nel Campionato del mondo Under-16 di Guarapuava e nel 1995 2º nel Campionato del mondo juniores di Halle.
Dal 1994 al 2008 ha partecipato a sei olimpiadi degli scacchi (tre volte con l'Ucraina e tre con gli Stati Uniti); vinse una medaglia d'argento di squadra alle olimpiadi di Erevan 1996 e tre medaglie di bronzo di squadra nel 1998, 2006  e 2008.
Oniščuk ha vinto più di 20 tornei internazionali, ottenendo il maggiore successo col 2º posto (per spareggio con Magnus Carlsen) nel torneo di Biel 2007.